# Болотница (приток Сичевы)
Болотница — река в Ленинградской области России. Левый приток Сичевы. Течёт по территории Тосненского района.
Длина реки 20 км, площадь водосборного бассейна 184 км².
Исток — в Пельгорском болоте севернее посёлка Рябово. Течёт на юг, принимает правый приток — ручей Царёв, протекает вдоль садоводческого массива Соколов Ручей. Южнее платформы Болотницкая пересекает железную дорогу Санкт-Петербург — Москва, после чего у деревни Болотница пересекает автомагистраль «Россия» М10.
Принимает правый приток — ручей Порхов, протекает мимо деревни Кирково и впадает с левого берега в Сичеву на высоте 34 м над уровнем моря севернее деревни Заволожье, в 2 км от места впадения последней в Тигоду.

## Данные водного реестра
По данным государственного водного реестра России относится к Балтийскому бассейновому округу, водохозяйственный участок реки — Волхов, речной подбассейн реки — Волхов. Относится к речному бассейну реки Нева (включая бассейны рек Онежского и Ладожского озера).
Код объекта в государственном водном реестре — 01040200612102000019216.